# Fontaines-sur-Saône
Fontaines-sur-Saône [fɔ̃tɛn syʁ son] ist eine französische Gemeinde mit 7005 Einwohnern (Stand: 1. Januar 2022) in der Métropole de Lyon in der Region Auvergne-Rhône-Alpes. Fontaines-sur-Saône gehört zum Arrondissement Lyon und bis 2015 zum Kanton Neuville-sur-Saône. Die Einwohner werden Fontainois genannt.

## Geographie

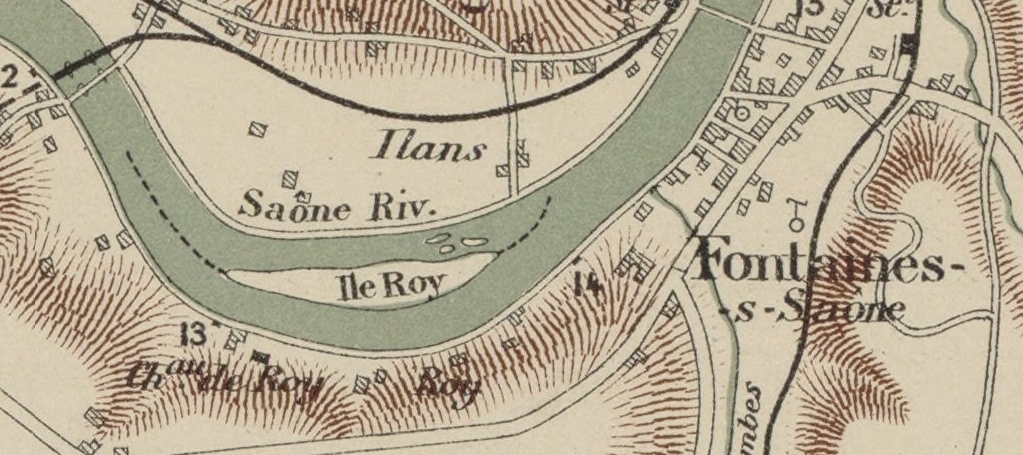
Île Roy auf einer Karte von 1855

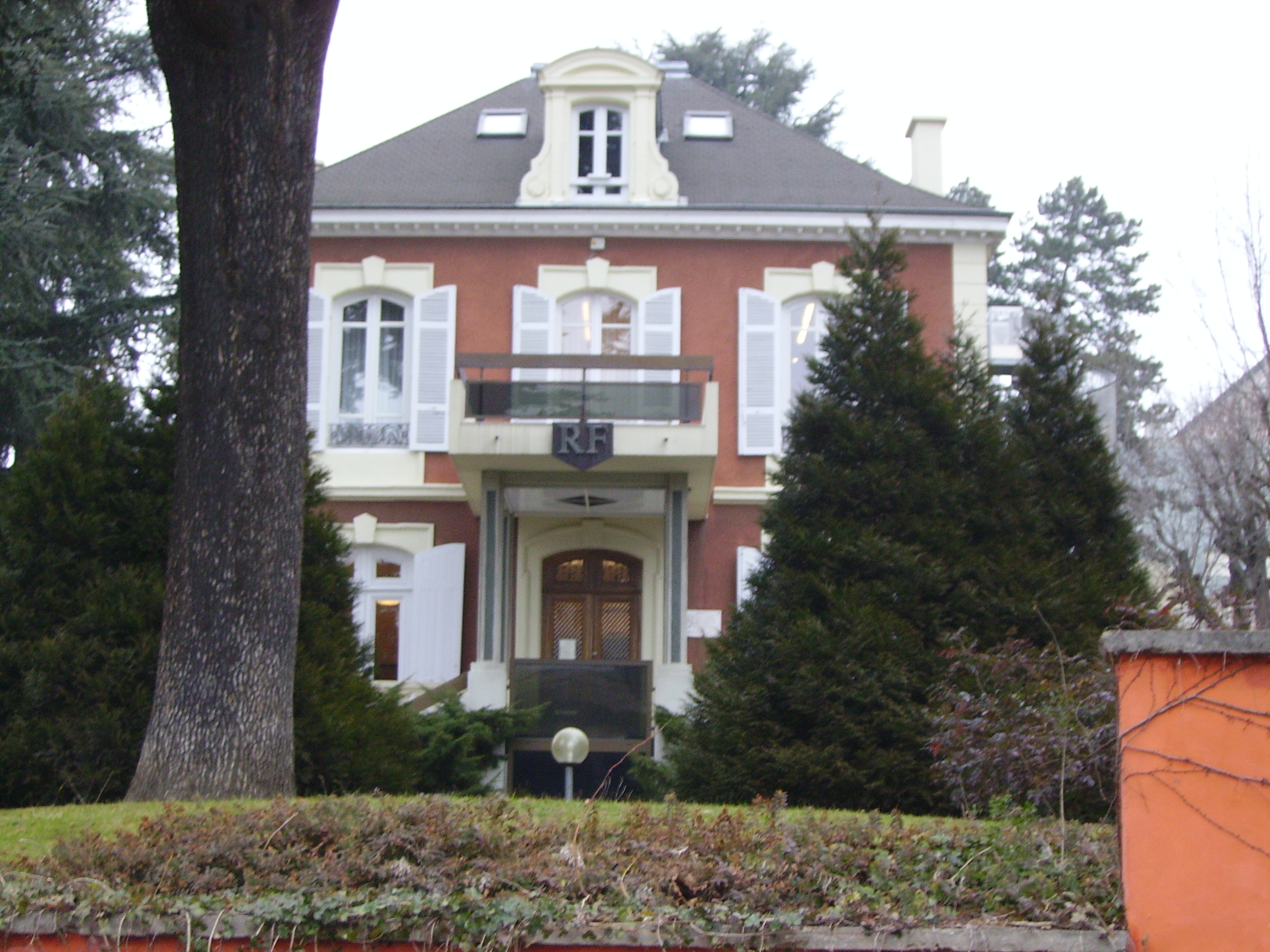
Mairie (Rathaus)

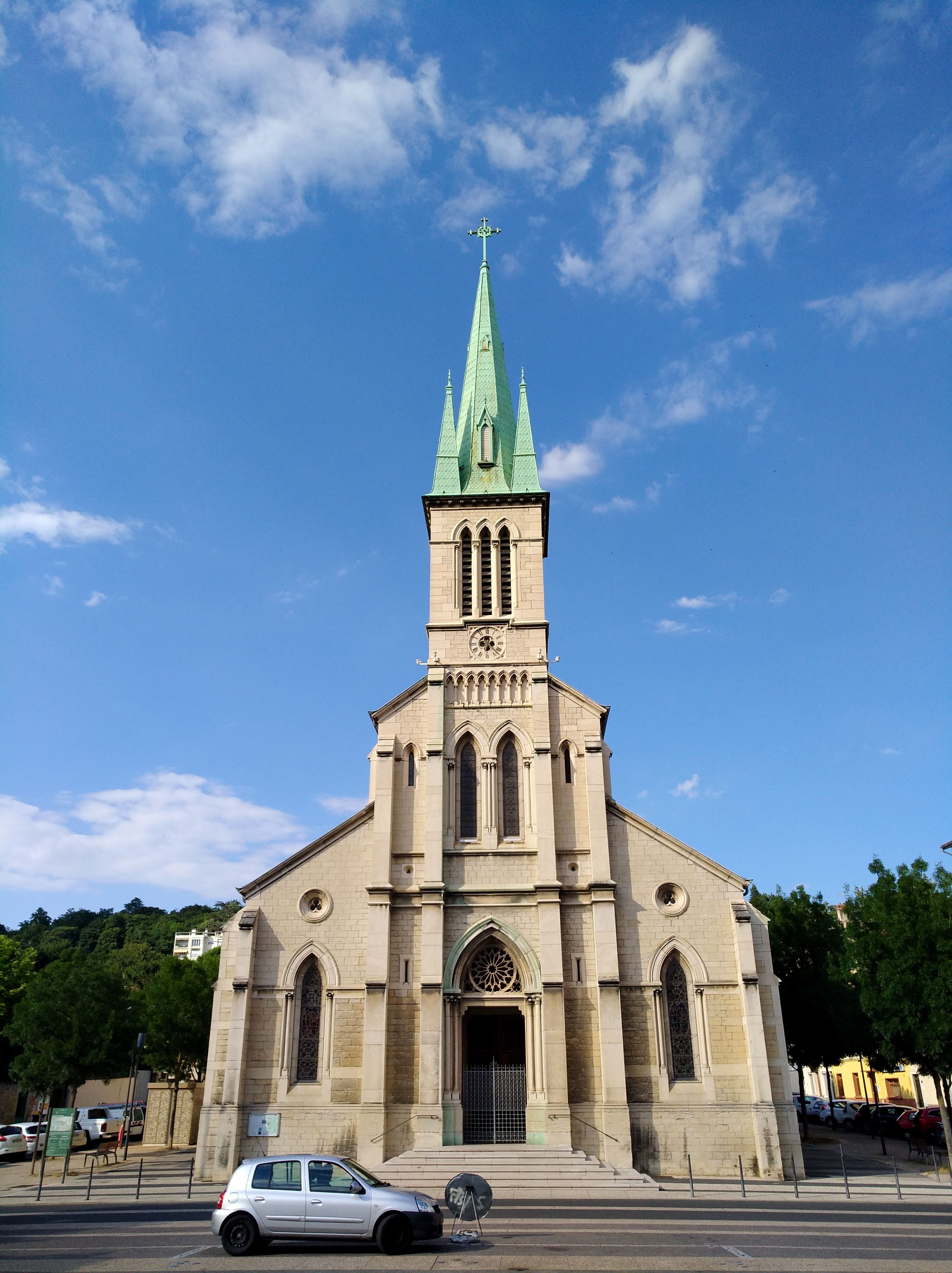
Kirche Saint-Louis

Fontaines-sur-Saône liegt fünfzehn Kilometer nördlich vom Stadtzentrum Lyons am östlichen Ufer der Saône.
Ein Teil der Saôneinsel Île Roy liegt im Gemeindegebiet.

### Nachbargemeinden
Umgeben wird Fontaines-sur-Saône von den Nachbargemeinden Fontaines-Saint-Martin im Norden, Sathonay-Village im Osten, Sathonay-Camp im Südosten, Caluire-et-Cuire im Süden, Collonges-au-Mont-d’Or im Westen und Rochetaillée-sur-Saône im Nordwesten.

## Bevölkerungsentwicklung
| Jahr                       | 1962 | 1968 | 1975 | 1982 | 1990 | 1999 | 2006 | 2011 |
| Einwohner                  | 3628 | 5313 | 6276 | 7062 | 6760 | 6721 | 6337 | 6294 |
| Quellen: Cassini und INSEE |      |      |      |      |      |      |      |      |

## Persönlichkeiten
- Dominique Marais (* 1955), Fußballspieler, in Fontaines-sur-Saône aufgewachsen